# Bubbiano
Bubbiano (Bibian in dialetto milanese, AFI: [biˈbjãː]) è un comune italiano di 2 481 abitanti della città metropolitana di Milano in Lombardia.

## Storia
Le prime notizie relative alla storia di Bubbiano si hanno nel 1160 quando il borgo, allora di modeste dimensioni, viene citato nell'ambito della permuta di alcune proprietà terriere appartenenti all'abbazia di Morimondo che all'epoca era feudataria anche di diversi borghi vicini. Il villaggio, di natura agricola, divenne un'entità autonoma a partire proprio dal XII secolo quando incominciò a essere retto da dei consoli e nel secolo successivo fu vittima delle scorribande del Barbarossa prima e del nipote Federico II poi nell'ambito della lotta coi comuni della Lega Lombarda, fu feudo dei Molinari seguendo in seguito le sorti della storia nazionale.

### Simboli
Lo stemma e il gonfalone sono stati concessi con DPR del 1º dicembre 1952.
Le fasce azzurre alludono ai due corsi d'acqua che attraversano il comune, il Ticinello e il Naviglio di Bereguardo. Il mazzo di spighe testimonia la natura prevalentemente agricola del territorio comunale.
Il gonfalone è un drappo partito di bianco e di azzurro.

## Monumenti e luoghi d'interesse

### Architetture religiose

#### Chiesa parrocchiale di Sant'Ambrogio
Costruita nel Cinquecento, la chiesa parrocchiale di Sant'Ambrogio di Bubbiano ha subito diversi rimaneggiamenti nel corso dei secoli, l'ultimo dei quali a metà Novecento.

## Amministrazione
| Periodo        | Periodo        | Primo cittadino    | Partito                       | Carica  | Note |
| -------------- | -------------- | ------------------ | ----------------------------- | ------- | ---- |
| 14 giugno 2004 | 7 giugno 2009  | Vincenzo Montonati | Lista Civica                  | Sindaco |      |
| 8 giugno 2009  | 26 maggio 2019 | Stefano Cantoni    | Lista civica Bubbiano per voi | Sindaco |      |
| 27 maggio 2019 | in carica      | Patrizia Gentile   | Lista civica Bubbiano per voi | Sindaco |      |

## Società

### Evoluzione demografica
- 300 nel 1751
- 420 nel 1805
- annessione a Calvignasco nel 1809
- annessione a Casorate nel 1811
- 529 nel 1853

Abitanti censiti